# Бродове-Лонкі
Бродове-Лонкі (пол. Brodowe Łąki) — село в Польщі, у гміні Бараново Остроленцького повіту Мазовецького воєводства.
Населення — 193 особи (2011).
У 1975-1998 роках село належало до Остроленцького воєводства.

## Демографія
Демографічна структура станом на 31 березня 2011 року:
|          | Загалом | Допрацездатний вік | Працездатний вік | Постпрацездатний вік |
| -------- | ------- | ------------------ | ---------------- | -------------------- |
| Чоловіки | 89      | 18                 | 62               | 9                    |
| Жінки    | 104     | 27                 | 47               | 30                   |
| Разом    | 193     | 45                 | 109              | 39                   |